# Chrysolina stachydis
Chrysolina stachydis là một loài bọ cánh cứng trong họ Chrysomelidae. Loài này được Genè miêu tả khoa học năm 1839.